# 勒乏病毒目
勒乏病毒目（学名：Lefavirales）为纳尔达病毒纲的一个目。

## 下级分类
本目包括以下科：
- 杆状病毒科 Baculoviridae
- 肥大唾腺炎病毒科 Hytrosaviridae
- Nudiviridae